# Universidad de Lehigh

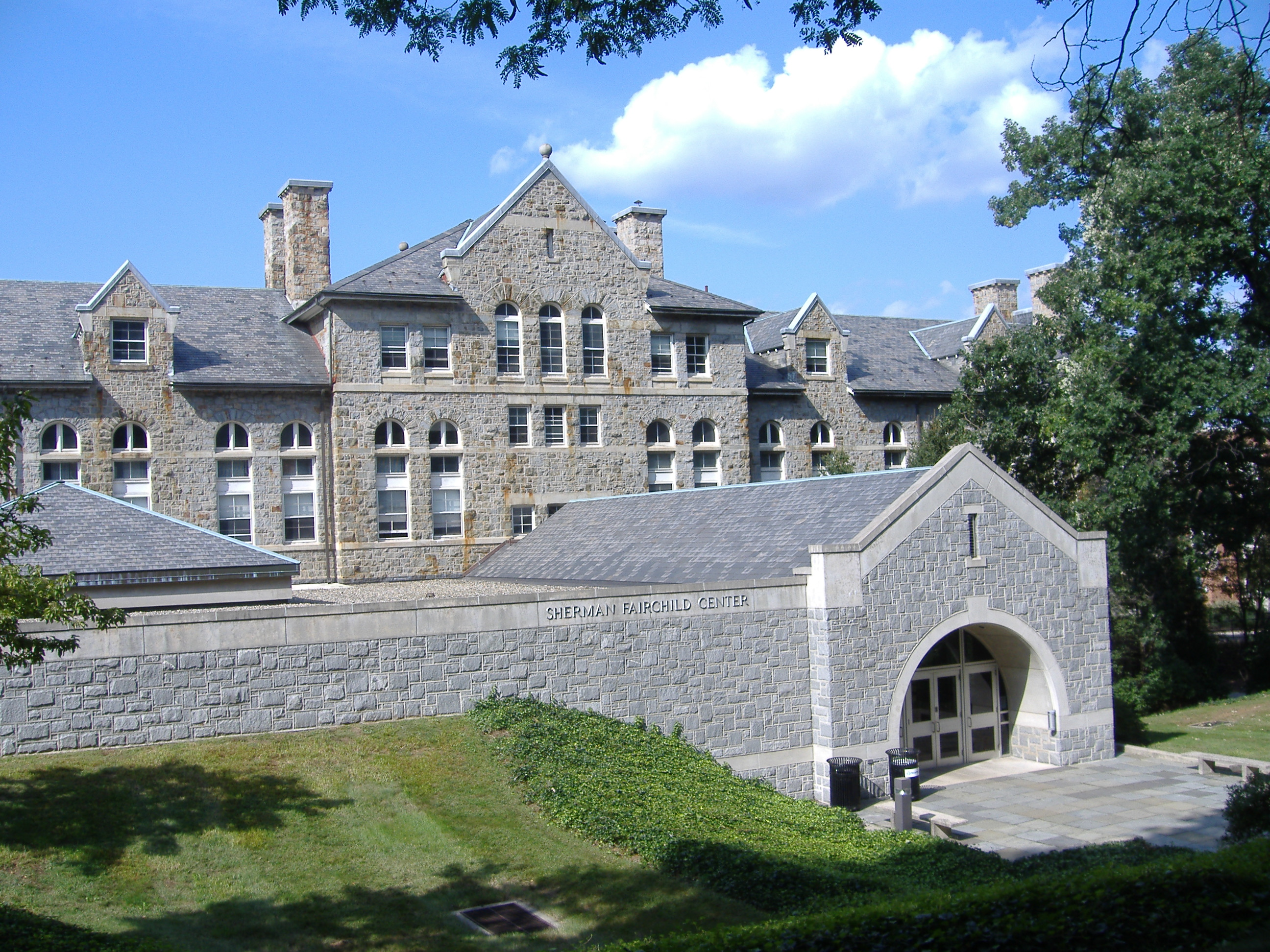
Laboratorio de Lehigh University.

La Universidad de Lehigh es una universidad privada situada en Bethlehem (Pensilvania), en el valle de Lehigh (Condado de Lehigh) de los Estados Unidos. Fue fundada en 1865 por Asa Packer como una escuela técnica de cuatro años, pero ha crecido hasta incluir estudios en una amplia variedad de disciplinas. En el año 2012 la universidad tenía matriculados 4.883 estudiantes de pregrado y 2.187 estudiantes de postgrado.
Lehigh ocupa el puesto número 12 de Estados Unidos, según The Wall Street Journal, en cuanto al retorno de la inversión (ROI). La universidad cuenta con más de 680 profesores. Premios y distinciones que reconocen Lehigh profesores y alumnos fueron incluidos en el Premio Nobel, el Premio Pulitzer, el Premio Fulbright Fellowship, y miembros de la Academia Americana de las Artes y las Ciencias y de la Academia Nacional de Ciencias.
El promedio de alumnos por clase de Lehigh es de 27 estudiantes, el 80% de las clases tienen menos de 35 alumnos.
En la edición 2013 de US News & World Report's de las mejores universidades, se clasificó a Lehigh como la "más selectiva" en su proceso de admisión y la número 38 en "Universidades nacionales (doctorados)". La revisión realizada por The Princeton Review la clasifica entre las "Mejores universidades del noroeste".

## Historia

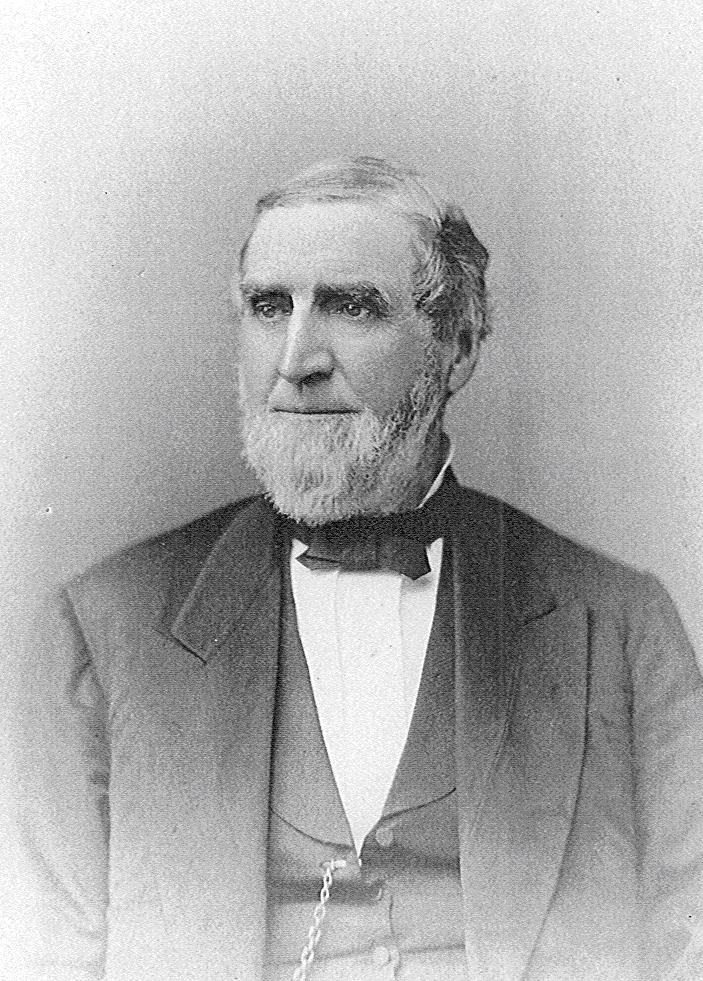
Asa Packer.

Asa Packer llamó a la universidad Lehigh por su pasión hacia los ferrocarriles, pese a las sugerencias de que se nombre como "Universidad Packer". La universidad fue fundada para proporcionar una educación integral para los jóvenes, con una combinación de educación liberal y científica con las habilidades técnicas necesarias para aumentar la prosperidad de la región. Según William Bacon Stevens, el primer presidente de la junta directiva, el regalo del fundador Asa Packer de 500.000 dólares fue el mayor regalo único que haya recibido nunca una institución de enseñanza superior hasta ese momento.
De 1871 a 1891, la donación de Packer permitió a la universidad ofrecer la educación de manera gratuita posterior al examen de competencia inicial. Esto, unido a su mezcla de ingeniería y las artes liberales, atrajo a algunos de los estudiantes más brillantes del país, muchos de los cuales pasaron a realizar distinguidas carreras en la industria y la ingeniería.
A diferencia de otras facultades de ingeniería de la época, Lehigh fue concebida como una universidad en lugar de un "instituto de tecnología", ofreciendo una educación que tenía sus raíces en las tradiciones científicas y clásicas expuesta por Jan Amos Komenský. En un principio había cinco facultades: cuatro científicas (ingeniería civil, ingeniería mecánica, minería, metalurgia y química analítica) y una de literatura general. Con el tiempo, otras áreas de artes y ciencias se han añadido y los planes de estudio de ingeniería fueron fusionados y se expandió la facultad.

## Facultades y escuelas
La universidad cuenta con cuatro facultades:
- Facultad de Ingeniería y Ciencias Aplicadas P.C. Rossin,
- Facultad de Artes y Ciencias,
- Facultad de Ciencias Económicas y Empresariales
- Facultad de Educación.

La Facultad de Artes y Ciencias es la mayor en la actualidad, con un 40% aproximadamente de los estudiantes de la universidad.

## Galería de imágenes

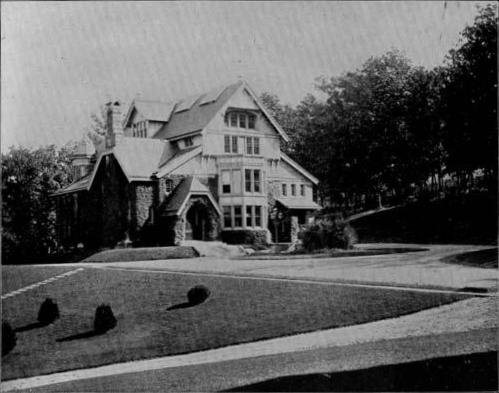
Gimnasio Coppee Hall (construido en 1882).
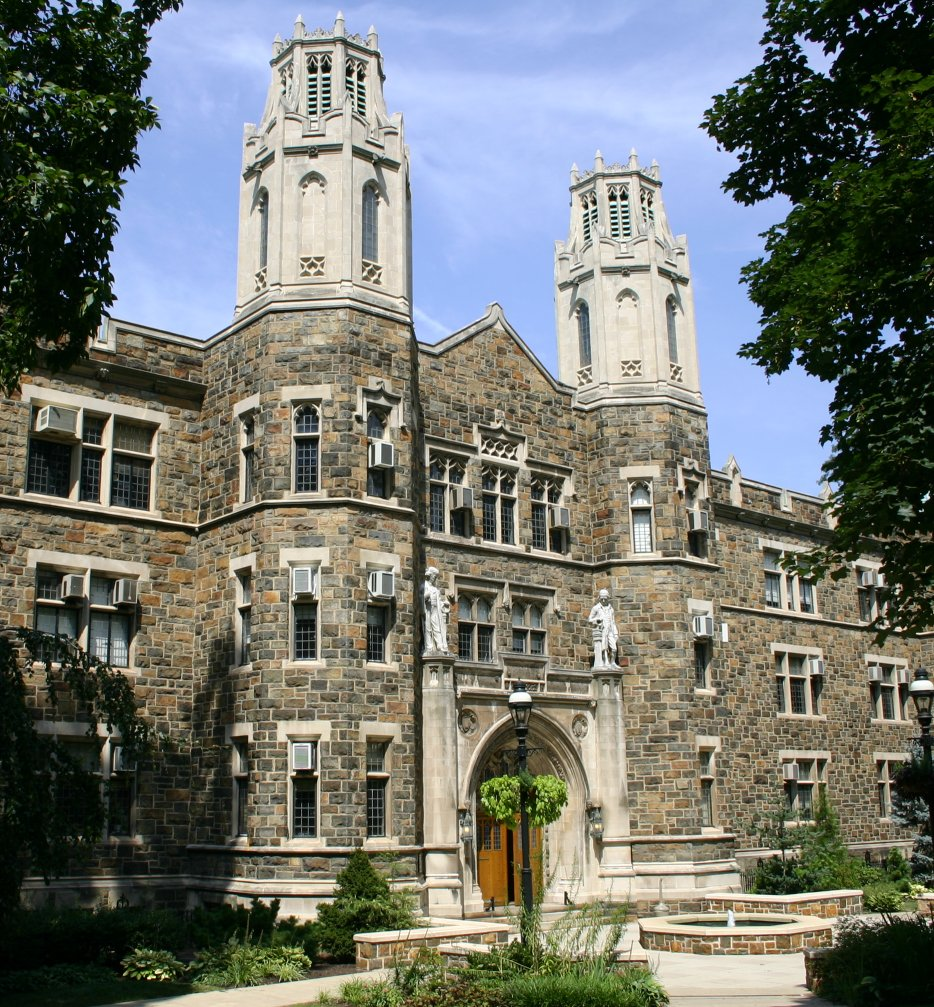
Laboratorio Packard, hogar de la Facultad de Ingeniería y Ciencias Aplicadas P.C. Rossin
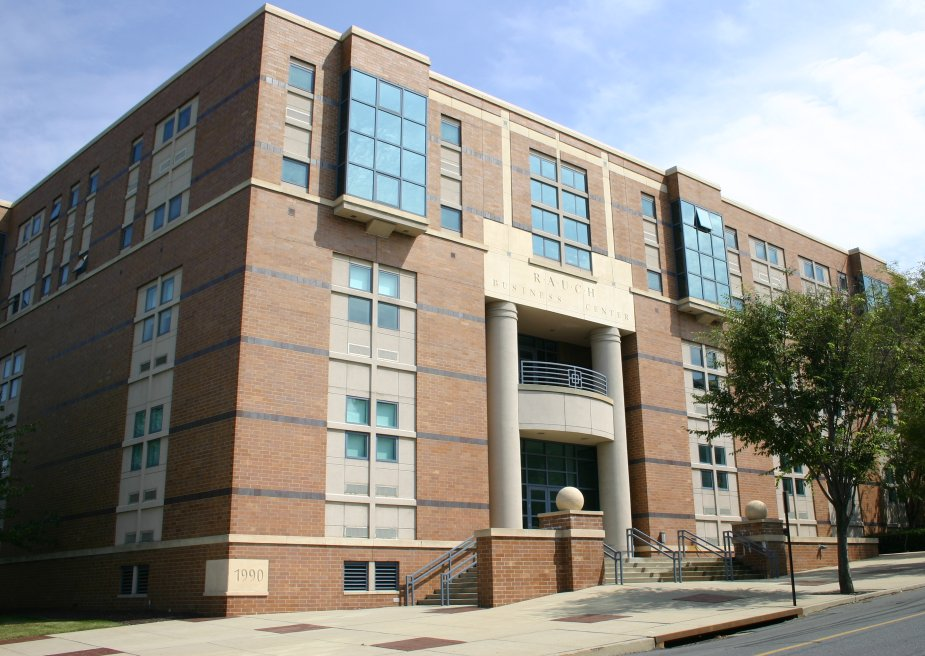
Centro de Negocios Rauch
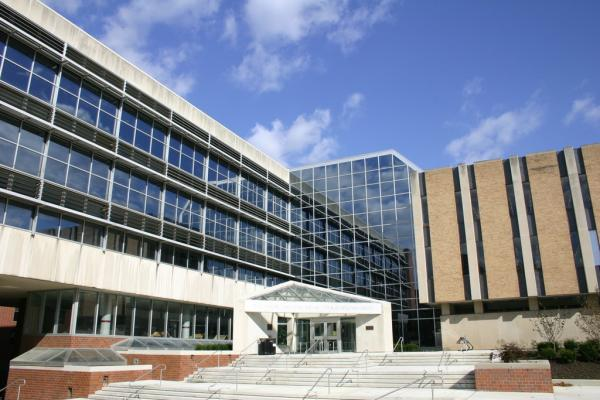
Biblioteca Fairchild-Martindale
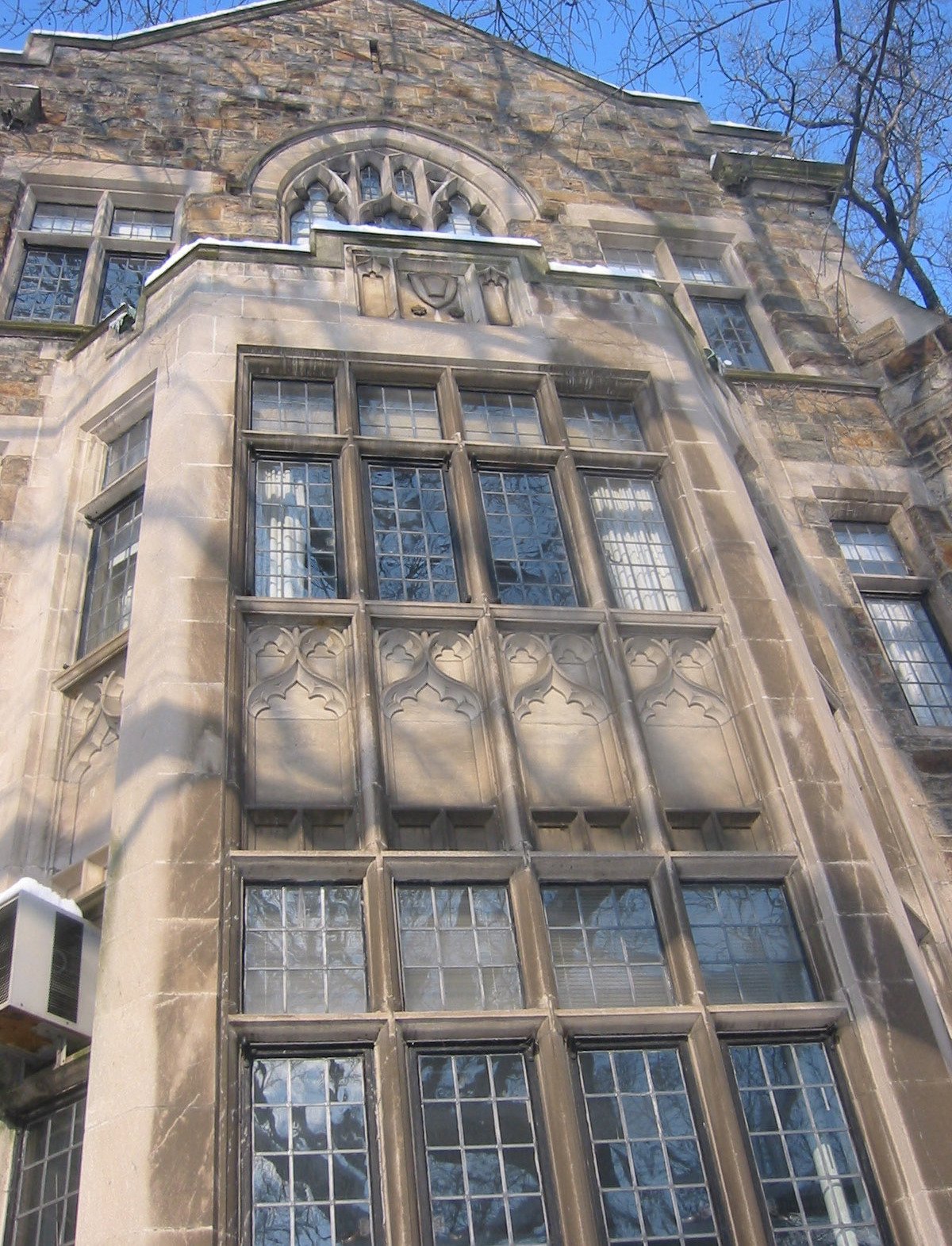
Laboratorio Packard, ventanales
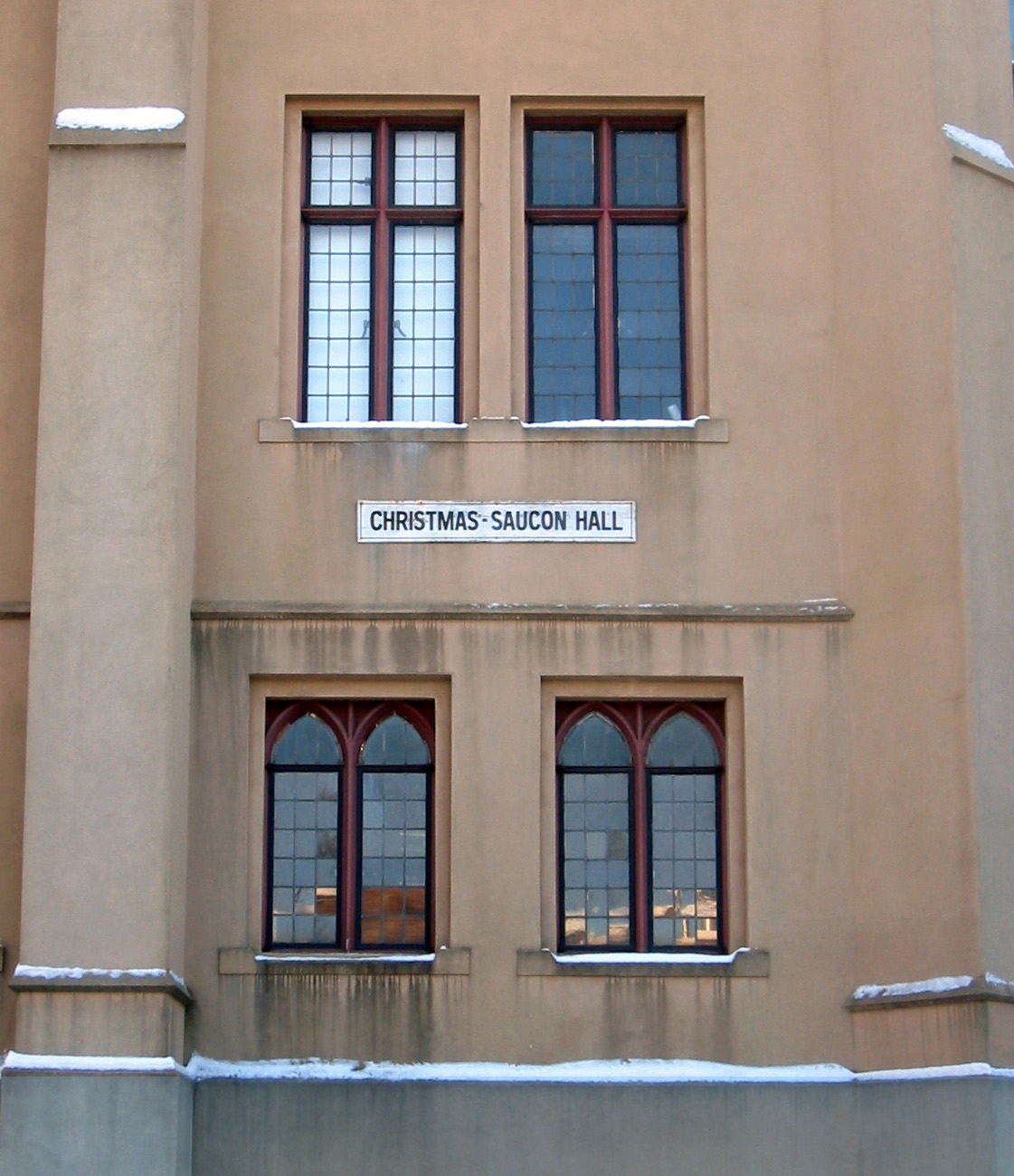
Christmas Saucon Hall, hogar del Departamento de Matemáticas
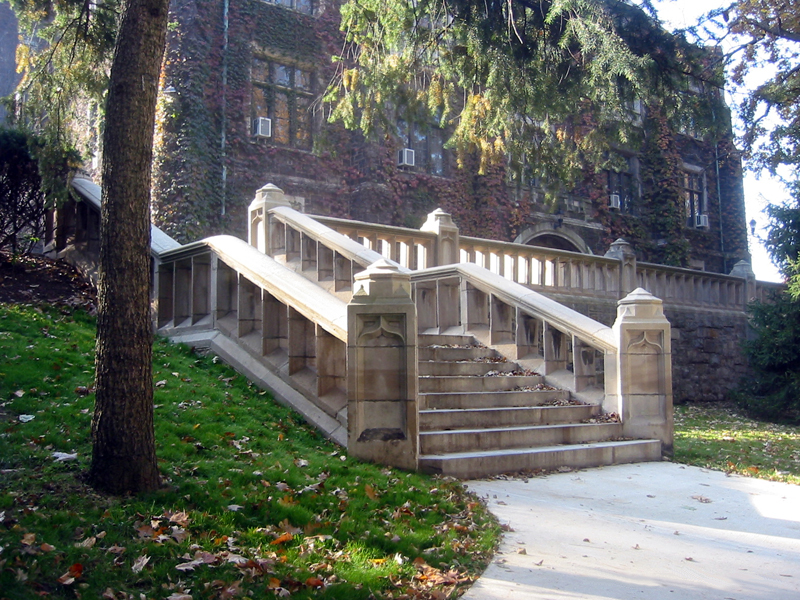
Escaleras del Edificio Memorial de Alumnos
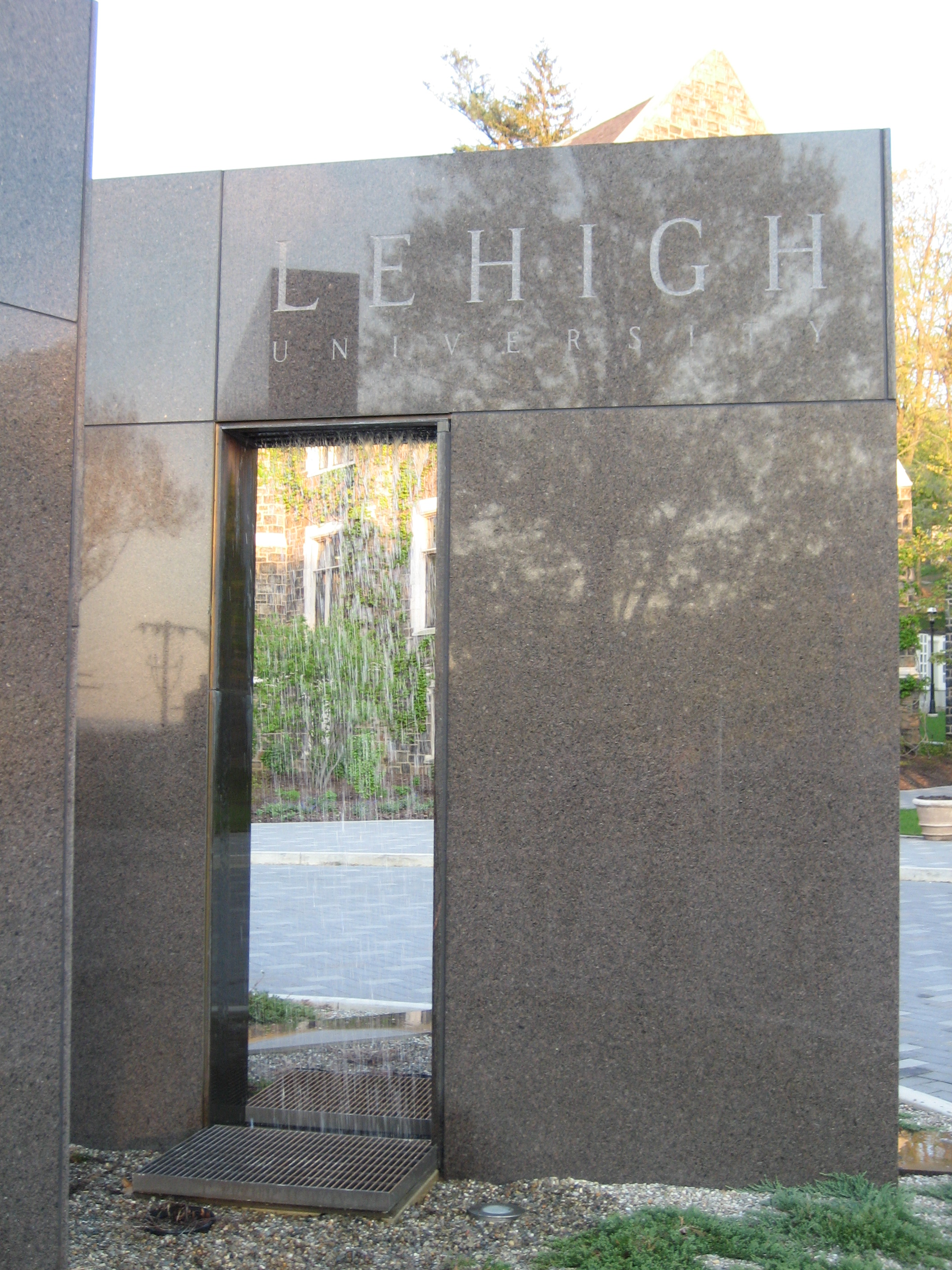
Fuente en Lehigh
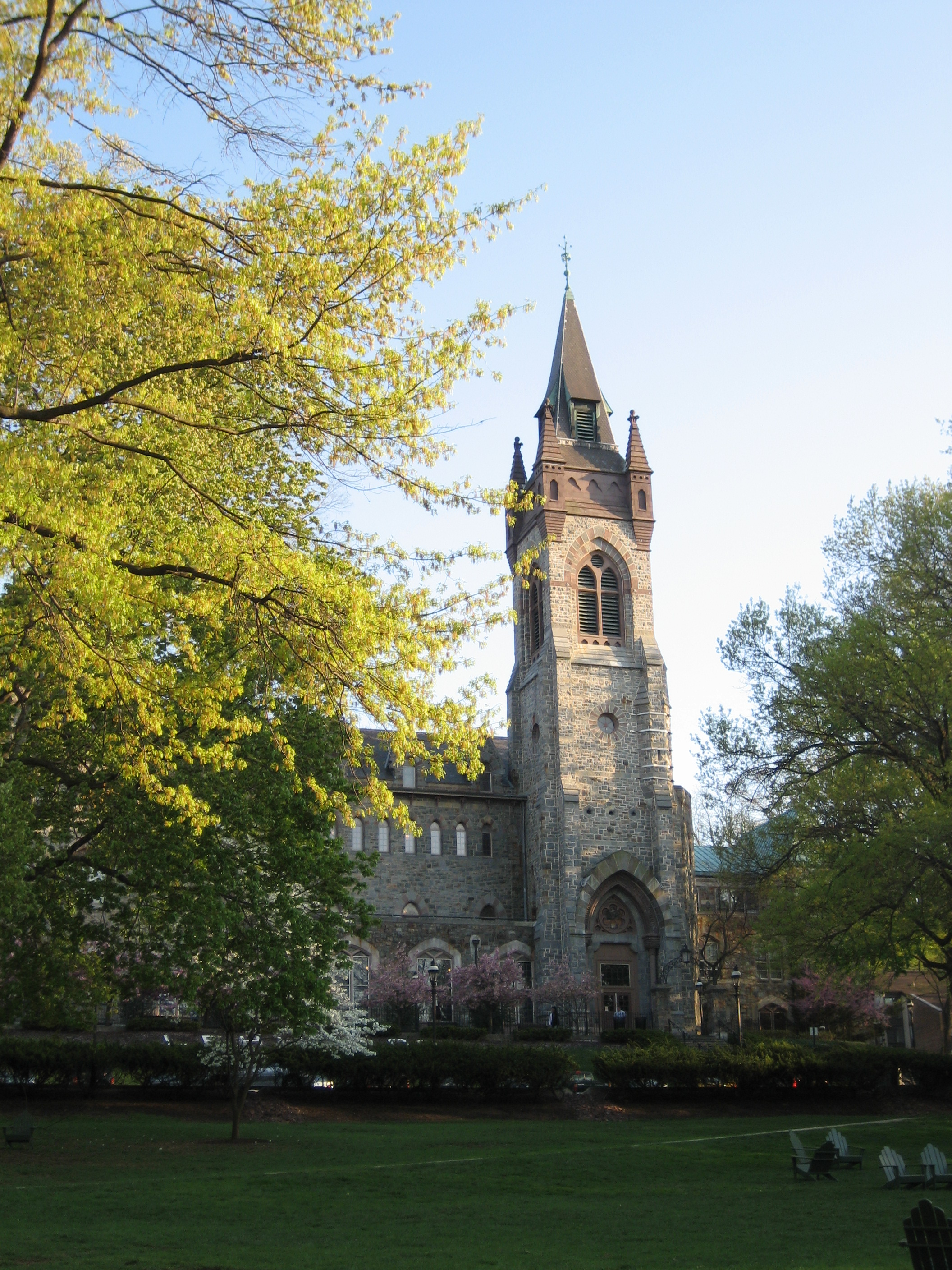
Centro Universitario
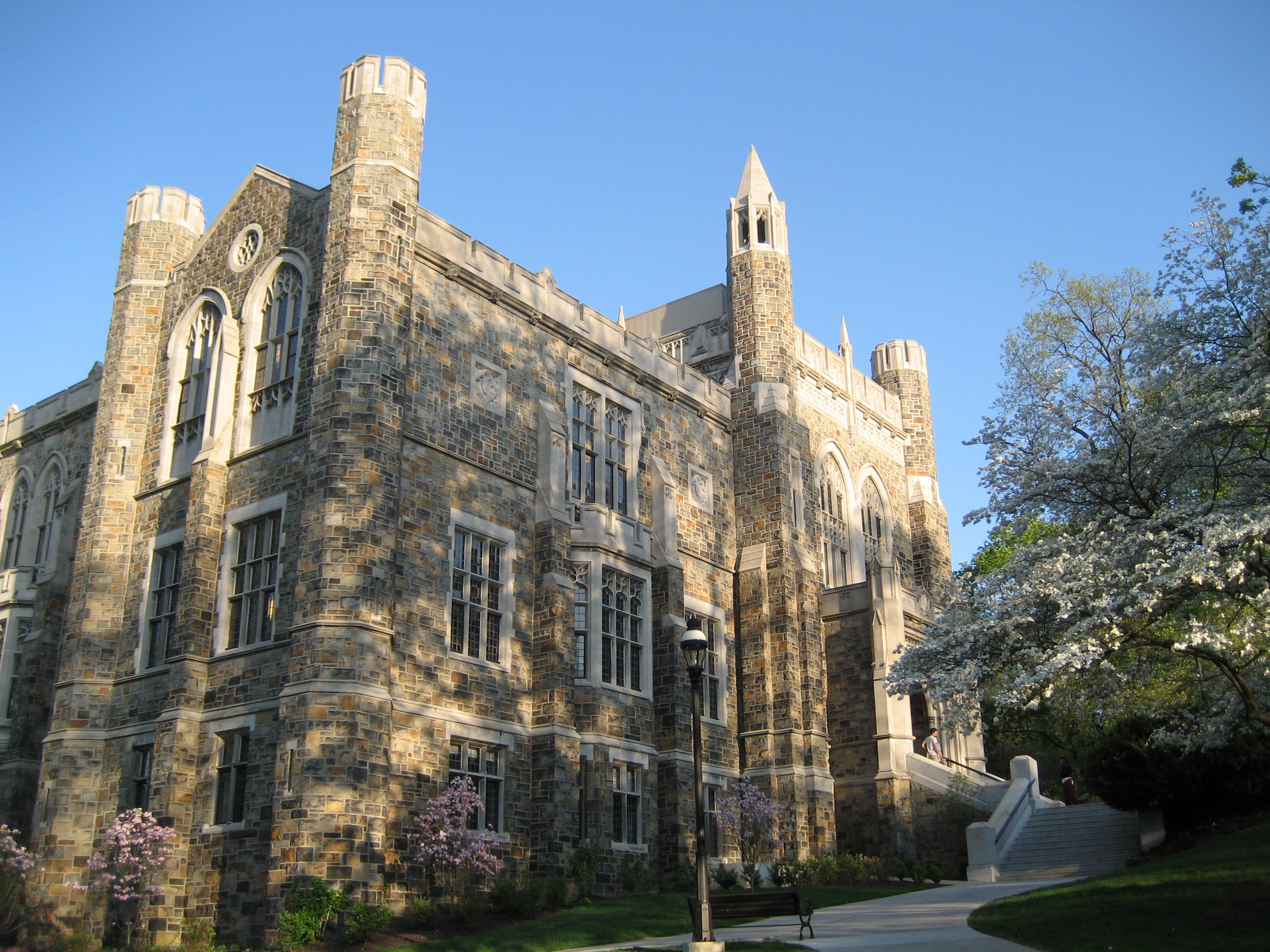
Biblioteca Linderman
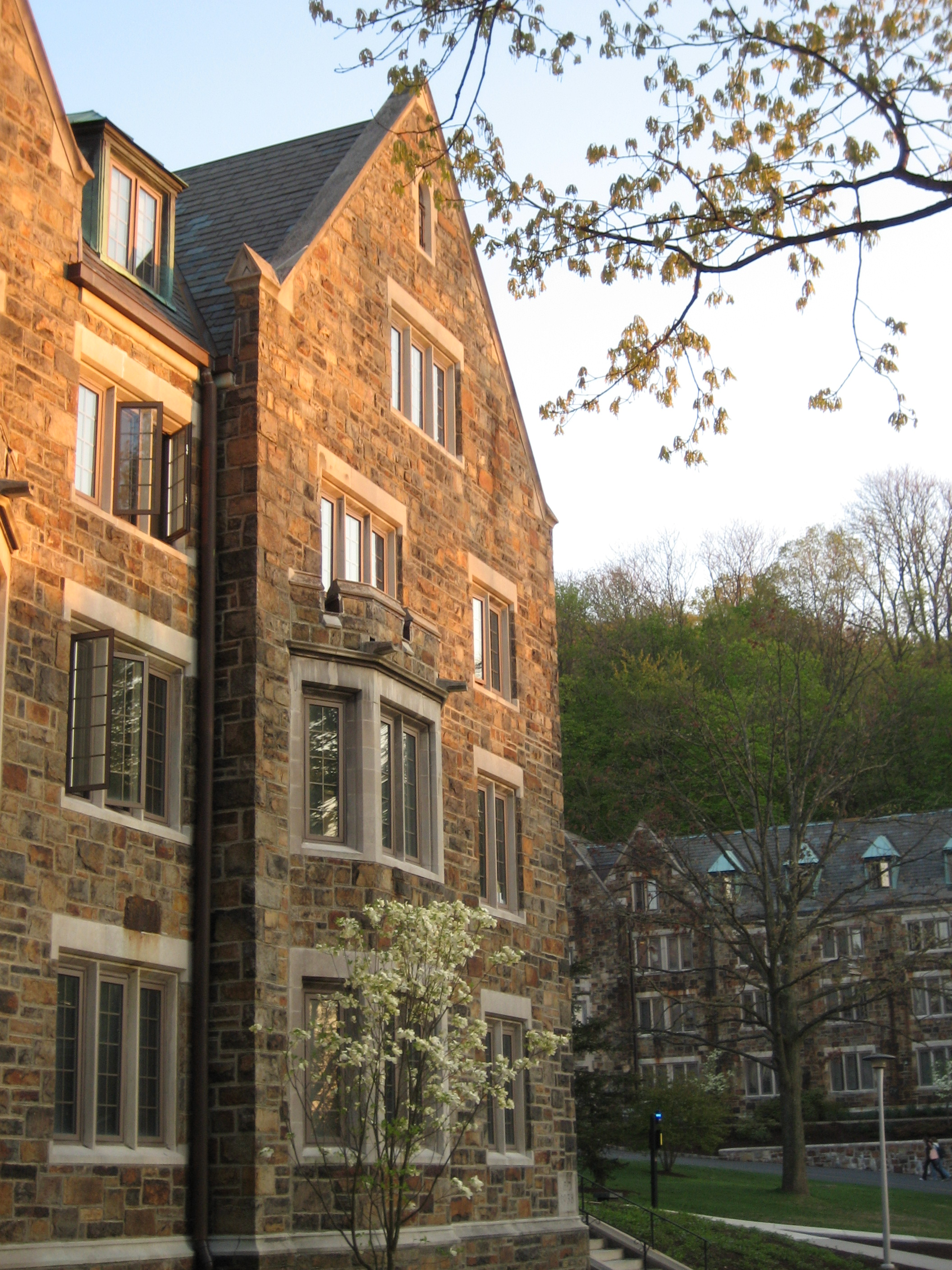
Casas Richards & Drinker
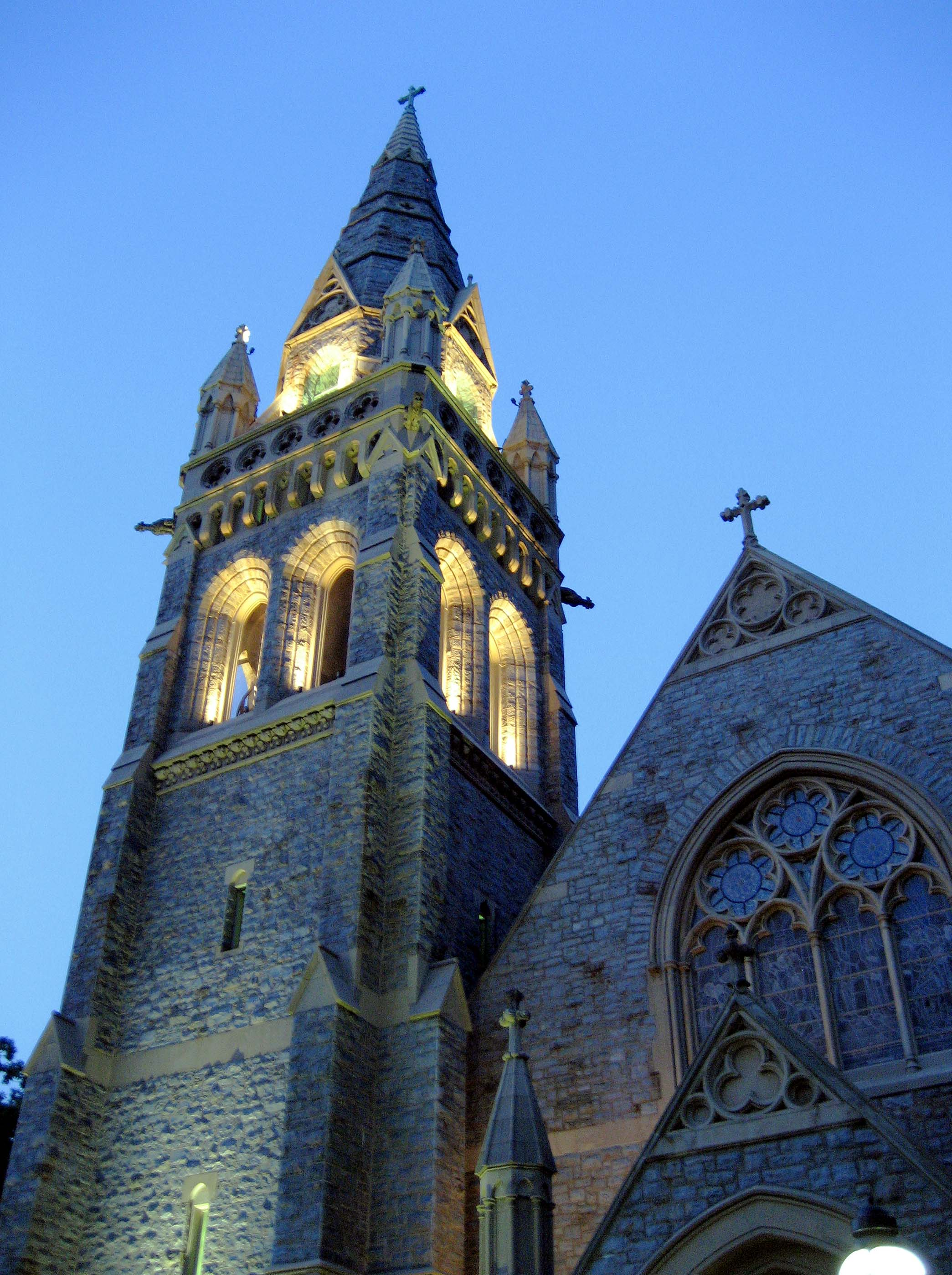
Capilla Packer
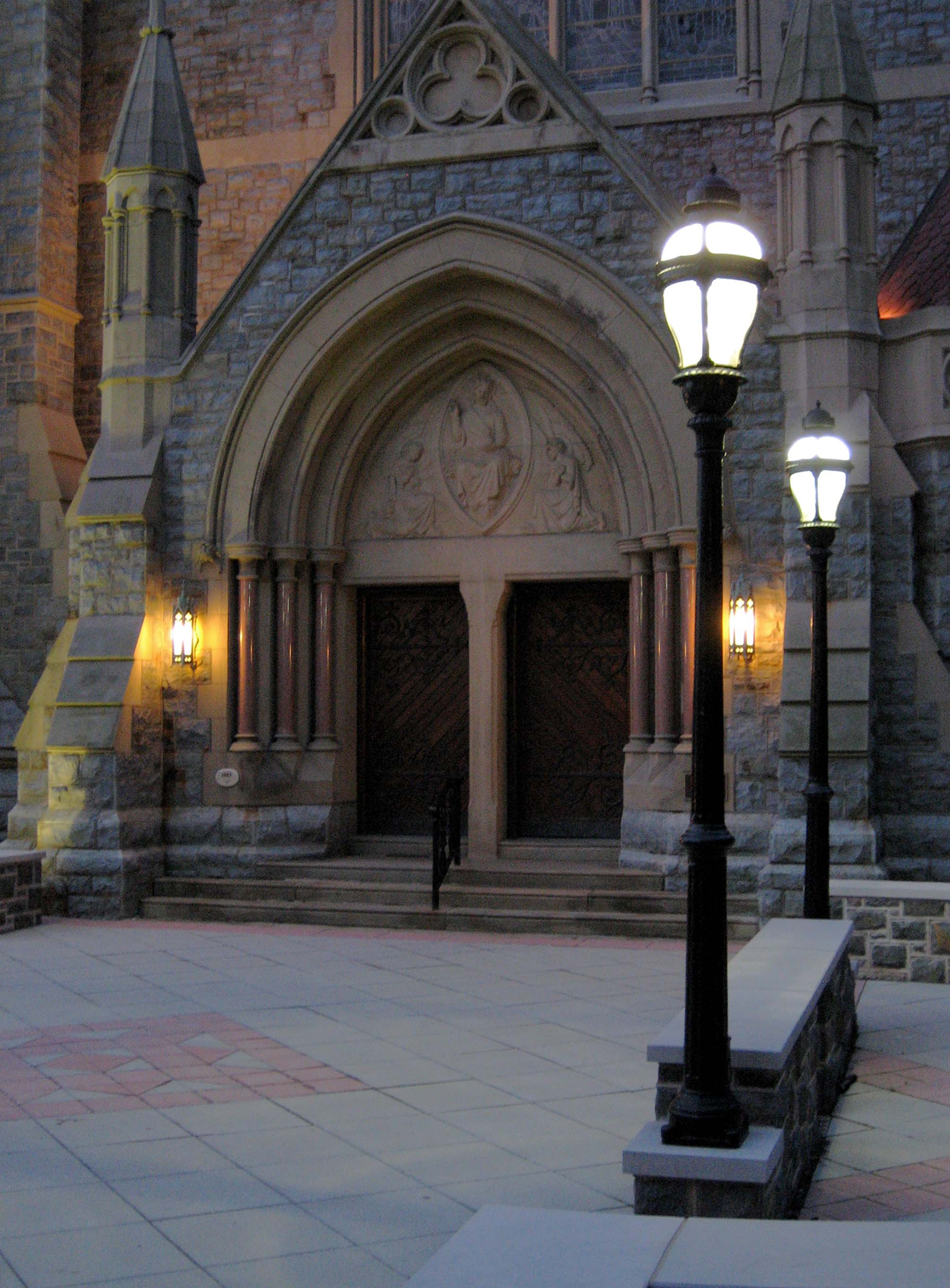
Entrada de la Capilla Packer
Panorama del patio